# Sebaea brachyphylla
Sebaea brachyphylla är en gentianaväxtart som beskrevs av August Heinrich Rudolf Grisebach. Sebaea brachyphylla ingår i släktet Sebaea och familjen gentianaväxter. Inga underarter finns listade i Catalogue of Life.